# Верхний Лебяжий мост
Ве́рхний Лебя́жий мост (Ве́рхне-Лебя́жий) — автодорожный арочный мост через Лебяжью канавку в Центральном районе Санкт-Петербурга, соединяет острова 1-й Адмиралтейский и Летний Сад. Внешнее оформление моста сохранилось до настоящего времени в своем первоначальном виде. Один из самых старых мостов Петербурга. Объект культурного наследия России федерального значения.

## Расположение
Расположен по оси Дворцовой набережной, у истока Лебяжей канавки. Мост находится в сосредоточении исторических мест: непосредственно между Летним садом и Марсовым полем.
Ниже по течению Лебяжьей канавки находится Нижний Лебяжий мост.
Ближайшая станция метрополитена (900 м) — «Горьковская» (расположена на другом берегу Невы).

## Название
Название мосту дано по наименованию Лебяжьей канавки. В XIX веке существовало несколько вариантов наименований моста: Лебяжий мост (1821—1829), Лебяжий каменный мост (1836—1846), Верхне-Лебяжий мост (с 1849 года).

## История
Деревянный подъёмный мост на этом месте был построен в 1711—1715 годах, сразу после прорытия канала. В 1754 году мост перестроили в дереве. В 1767—1768 годах при возведении гранитных набережных Невы мост был перестроен в однопролётный каменный арочный. Строительными работами руководил мастер Т. И. Насонов, автором проекта предположительно был архитектор И. Л. Росси.
В 1840—1845 годах стала наблюдаться осадка свода и расстройство его кладки. В 1847 году был составлен проект капитального ремонта моста с заменой старого, параболического очертания свода новым кирпичным с циркульным очертанием и пятами свода, поднятыми на уровень реки на 1 м. Но этот проект не был утвержден. В 1908 году инженер К. В. Ефимьев составил проект перекладки устоев и тротуаров, однако он не был осуществлен.
В 1927—1928 годах по проекту инженеров Б. Д. Васильева и Л. А. Крушельницкого каменный свод был заменён железобетонным без изменения архитектурного облика моста. В 1934 году заново изолировано его пролётное строение.

## Конструкция
Мост однопролётный арочный. Железобетонный свод параболического очертания облицован гранитом. Опоры и открылки моста выложены из бутовой плиты и также облицованы гранитом. Основание опор — свайные ростверки. Длина моста — 12,5 м, ширина — 14,9 м (ширина проезжей части — 10,6 м и ширина тротуаров — по 2,15 м), блоки парапета — 82х42 см.
Мост предназначен для движения автотранспорта и пешеходов. Проезжая часть моста включает в себя 2 полосы для движения автотранспорта. Тротуары отделены от проезжей части гранитным поребриком. Покрытие проезжей части — асфальтобетон по диабазовой брусчатке, тротуары вымощены гранитными плитами. В качестве ограждений использованы глухие гранитные парапеты, примыкающие к парапетам набережной.